# Maserati Grecale
De Maserati Grecale is een luxe cross-over SUV van de Italiaanse autofabrikant Maserati. De wagen is vernoemd naar een mediterraanse wind.
De Grecale ging in maart 2022 in productie en deelt zijn platform met de Alfa Romeo Stelvio en de vijfde generatie van de Jeep Grand Cherokee, die beide ook tot de Stellantis groep behoren.

## Geschiedenis
Bij de voorstelling van de Maserati MC20 sportwagen eind 2020 kondigde Maserati aan dat het ook een nieuwe SUV op de markt zou brengen die onder de Levante gepositioneerd zou worden. Deze nieuwe SUV, de Grecale, zou verkrijgbaar zijn met benzinemotoren, als hybride auto of met een volledig elektrische aandrijflijn.

## Specificaties
De Grecale wordt aangedreven door een 2,0L vier-in-lijn turbobenzinemotor met 211 kW (300 pk) of 243 kW (330 pk) of door een 3,0L twin-turbo V6 benzinemotor met 390 kW (530 pk). De viercilindermotor is als half hybride uitgevoerd. De V6-motor is afkomstig uit de MC20 sportwagen. 
De volledig elektrische versie, de Folgore, wordt in 2023 verwacht en zal gebruik maken van een 105 kWh batterij.
| Type           | Motor     | Motor     | Motor         | Motor  | Topsnelheid | Jaartal    |
| Type           | Inhoud    | Cilinders | Vermogen      | Koppel | Topsnelheid | Jaartal    |
| -------------- | --------- | --------- | ------------- | ------ | ----------- | ---------- |
| Grecale GT     | 1.995 cm³ | L4        | 221 kW/300 pk | 450 Nm | 240 km/u    | 2022-heden |
| Grecale Modena | 1.995 cm³ | L4        | 243 kW/330 pk | 450 Nm | 240 km/u    | 2022-heden |
| Grecale Trofeo | 3.000 cm³ | V6        | 390 kW/530 pk | 620 Nm | 285 km/u    | 2022-heden |